# Natalia Botero
Natalia Botero Duque, (1 de marzo de 1970, Medellín, Colombia) es una fotoperiodista, reportera y profesora universitaria colombiana. Desde mediados de los años 90 su trabajo fotográfico se centra en las víctimas de la desaparición forzada y sus familiares, la memoria histórica y los derechos humanos en el marco del conflicto armado y social en Colombia. Allí ha trabajado desde las propias zonas de guerra con su cámara fotográfica. Fue colaboradora del Centro Nacional de Memoria Histórica, el Museo Casa de la Memoria de Medellín y la Universidad de Antioquia con el programa de Memoria Histórica en asociación con la Deutsche Welle.

## Formación académica
Se graduó como bachiller en el colegio Jesús María en Medellín, Antioquia. Es egresada de la Universidad de Antioquia (UdeA) donde se graduó como periodista en el año 1993; sin embargo, su gusto y pasión por la fotografía inició a sus 20 años con apoyo de su padre Efraín Botero, quien fue fotógrafo y fundador de los silleteros en Medellín. Igualmente, realizó una maestría en Estudios Socio Espaciales del INER (Instituto de Estudios Regionales). Su tesis para este estudio fue una cartografía visual narrada sobre un álbum de todas las víctimas de desaparición forzada y conflicto armado, titulado "Te Recuerdo, Te Presiento". El proceso de elaboración de esta, duró 6 años y fue finalizada y presentada en junio del 2019 ; igualmente, realizó dos especializaciones, la primera de ellas en Memoria y Periodismo, en la Universidad de Antioquia en conjunto con la organización "Hacemos Memoria" y por último la especialización en Curaduría  llevada a cabo en la academia alemana "Vision and Art".

## Vida laboral
En 1991 tomó el interés por el conflicto armado de su país a partir de un acontecimiento que cubrió en el periódico El Colombiano, fue allí en donde investigó y retrató el asesinato de dos voceros de la CRS (Corriente de Renovación Socialista) que era el brazo armado de la izquierda en Urabá. Aquí comprendió las tragedias que producía la guerra en las comunidades del campo y la ciudad. .
En el año 1992 fue auxiliar de docencia en la clase de fotografía de su universidad, a partir de esto se ha desempeñado como docente en universidades públicas y privadas como la Universidad de Antioquia, Universidad EAFIT, Universidad Pontificia Bolivariana y en el Politécnico Colombiano Jaime Isaza Cadavid.
Desde el año 1996 al año 1998, realizó sus prácticas universitarias como corresponsal en el periódico El Tiempo de Antioquia.
En el año 1998 ingresó como corresponsal fotográfica en la Revista Semana. En esta duró 10 años cubriendo el auge colombiano del conflicto armado.
Colaboró en sesiones fotográficas de la Revista Semana en donde consiguió el primer puesto que otorgó la Oficina en Colombia del Alto Comisionado de las Naciones Unidas para los Derechos Humanos de este país.
Además, participó en exposiciones como “La ropa, tender a intimidad sol y viento", un homenaje a las víctimas del conflicto armado por medio de los tendederos de ropa. También, “Fotoperiodismo, memoria y búsqueda de la verdad” y su más reciente proyecto fotográfico “Giro en la mirada”.
Una de sus obras fue “Almas vagabundas”, donde se pone en evidencia la realidad que enfrentan miles de personas a quienes la guerra en Colombia martirizó sus vidas, esta fotografía se expuso en La Casa de la Memoria en Medellín (1998).
A partir del 2008 comenzó a dictar talleres y laboratorios en comunidades del conflicto, sobre narrativas visuales de reconstrucción de memoria histórica y el conflicto, en estos trabaja con comunidades de diferentes poblaciones afectadas por la violencia.

## Premios
- En el año 2000 , obtuvo el premio al primer lugar en el concurso “Las otras huellas de la guerra” patrocinado por la Fundación Dos Mundos e igualmente por la Alcaldía de Bogotá.[13]
- En el año 2003 ganó el premio de Derechos Humanos de la ONU con su trabajo Imágenes y Realidades.[14]

## Giro en la mirada
En 2005 se retiró de los medios ya que tuvo problemas personales de salud y emocionales.
Continuó trabajando durante más de 18 años en la Revista Semana y periódico El Colombiano, como fotógrafa documental e investigativa, en este periodo de tiempo participó en las siguientes publicaciones: Reporteros sin fronteras (2006) Imágenes Que Tienen Memoria (2010) Espíritus Libres (2010-2011) y Relatos de Una Cierta Mirada (2012).
A partir del año 2015 fundó el Semillero Focus en la Universidad de Antioquia, desde entonces ha dirigido este proyecto de investigación en derechos humanos y memoria histórica. 
Ha colaborado con el Museo de Casa de la Memoria en Medellín e igualmente se asoció con la Deutsche Welle.
El 4 de septiembre de 2020, guio la exposición virtual fotográfica “Giro En La Mirada”, con el propósito de visibilizar las luchas, historias e intimidad que hay detrás de cada persona que ha sido desaparecida.